# Dezastrul de la mina Lupeni
Dezastrul de la mina Lupeni a fost o explozie la mina de cărbune Lupeni care a avut loc pe 27 aprilie 1922.
În total au murit 82 de oameni în explozie.
Corpurile a 50 de mineri au fost integral carbonizate în incident.
Cauza a fost acumularea de gaz metan în galeriile ventilate insuficient. De-a lungul timpului, au mai fost accidente în mina Lupeni.